# Sminthuraphis ulrichi
Sminthuraphis ulrichi är en insektsart som beskrevs av Quednau 1953. Sminthuraphis ulrichi ingår i släktet Sminthuraphis och familjen långrörsbladlöss. Inga underarter finns listade i Catalogue of Life.